# Per Krøldrup
Per Billeskov Krøldrup (ur. 31 lipca 1979 w Farsø) – duński piłkarz grający na pozycji obrońcy. Krøldrup jest reprezentantem swojego kraju i był w składzie na Mistrzostwa Europy w Piłce Nożnej 2004 w Portugalii.